# La Ferme des Bertrand
Pour plus de détails, voir Fiche technique et Distribution.
La Ferme des Bertrand est un documentaire français réalisé par Gilles Perret et sorti en 2023.

## Synopsis
Histoire du monde paysan dans une ferme de Mieussy (lieu-dit Quincy), à 800 m d'altitude au-dessus de la vallée du Giffre, en Haute-Savoie, le film retrace la vie d'une famille d'agriculteurs durant 50 années grâce au croisement de plusieurs films documentaires.
La ferme des Bertrand, exploitation laitière de moyenne montagne d’une centaine de bêtes tenue par trois frères célibataires et leur père, est filmée pour la première fois en 1972 par la caméra de Marcel Trillat. En voisin, le réalisateur Gilles Perret leur consacre en 1997 son premier film, "Trois frères pour une vie...", alors que les trois agriculteurs sont en train de transmettre la ferme à leur neveu Patrick et à sa femme Hélène. En 2022, 25 ans plus tard, le réalisateur-voisin reprend la caméra pour accompagner Hélène qui, à son tour, va passer la main à une nouvelle génération, à Marc, son fils, et à Alex, son gendre.
A travers la parole et les gestes des personnes qui se sont succédé, le film mêle les trois époques et dévoile des parcours de vie bouleversants où travail et transmission occupent une place énorme : une histoire à la fois intime, sociale et économique d'un certain monde paysan.

## Fiche technique
Sauf indication contraire, les informations mentionnées dans cette section peuvent être confirmées par les bases de données cinématographiques IMDb et Allociné,  présentes dans la section « Liens externes ».
- Titre : La Ferme des Bertrand
- Réalisation :  Gilles Perret
- Scénario : Gilles Perret, Marion Richoux
- Musique : Vincent Boniface
- Son : Didier Fredeveaux, Louis Molinas, Yoann Veyrat
- Montage : Stéphane Perriot
- Sociétés de production : Elzévir Films (Denis Carot, Ulysse Payet)
- Société de distribution : Jour2fête
- Pays de production :  France
- Langue originale : français
- Genre : documentaire
- Durée : 89 minutes
- Dates de sortie :
  - France : 2 octobre 2023 (Festival de Valenciennes) ; 31 janvier 2024 (sortie nationale)
  - Belgique : 31 janvier 2024 (Festival de Bruxelles)

## Distinctions

### Récompenses
- César 2025 : Meilleur film documentaire[4]